# Sophie Dudemaine
 (juin 2020).
Si vous disposez d'ouvrages ou d'articles de référence ou si vous connaissez des sites web de qualité traitant du thème abordé ici, merci de compléter l'article en donnant les références utiles à sa vérifiabilité et en les liant à la section « Notes et références ».
Sophie Dudemaine née Caillabet le 5 octobre 1965 à Neuilly-sur-Seine, est une chef cuisinière française.

## Biographie
Elle est fille du restaurateur et de la restauratrice Jean Pierre Caillabet et Monique Grass.
Elle est mariée depuis 1999 à Jacky Dudemaine, le directeur de la communication de Pub Renault.
Restauratrice à domicile, elle publie à partir de l'année 2000 plusieurs livres de cuisine, dont Les cakes de Sophie, et autres variations comme Les Crêpes de Sophie, Les Madeleines de Sophie, etc.
En 2003, elle présente "Les tables de Sophie" et "Amstragrammes" sur Cuisine.tv. Elle coanime depuis septembre 2005 l’émission Télématin sur France 2.